# باستار
باستار رمزها «BA» (بالإنجليزية: Bastar)‏ ، هو تقسيم إداري لدولة الهند تتبع ولاية تشاتيسغار (بالإنجليزية: Chhattisgarh)‏ ، مركزها هو مدينة جاجدل بور (بالإنجليزية: Jagdalpur)‏ عدد سكانها حسب تعداد سنة 2001 هو 14,11,644 ، مساحتها 14,968 كم² وكثافة السكان 87 لكل كم² .